# Tim Hill
Tim Hill est un réalisateur américain. Il est le neveu du réalisateur George Roy Hill.

## Filmographie partielle

### Comme réalisateur

#### Cinéma
- 1997 : Action League Now!!: Rock-A-Big-Baby
- 1999 : Les Muppets dans l'espace
- 2001 : Le Grand Coup de Max Keeble
- 2006 : Garfield 2
- 2007 : Alvin et les Chipmunks
- 2011 : Hop
- 2020 : Mon grand-père et moi (The War with Grandpa)
- 2020 : Bob l'éponge, le film : Éponge en eaux troubles

#### Télévision
- 1995 : Exit 57 (6 épisodes)
- 1996-1998 : KaBlam! (21 épisodes)
- 2012 : Sketchy (1 épisode)
- 2014 : Joyeux Noël Grumpy Cat !

### Comme producteur

#### Cinéma
- 1997 : Action League Now!!: Rock-A-Big-Baby

#### Télévision
- 1991-1993 : Welcome Freshmen (2 épisodes)
- 1996-2000 : KaBlam! (37 épisodes)
- 2001-2002 : La Double Vie d'Eddie McDowd (19 épisodes)

### Comme scénariste

#### Cinéma
- 2004 : Bob l'éponge, le film

#### Télévision
- 1989 : Make the Grade (1 épisode)
- 1991 : Welcome Freshmen (1 épisode)
- 1994-1996 : Rocko's Modern Life (29 épisodes)
- 1996-1998 : KaBlam! (18 épisodes)
- 1997 : Action League Now!!: Rock-A-Big-Baby
- 1999-2017 : Bob l'éponge (215 épisodes)
- 2000 : The War Next Door (1 épisode)
- 2001-2002 : La Double Vie d'Eddie McDowd (4 épisodes)
- 2004-2005 : Kenny the Shark (3 épisodes)
- 2012 : Sketchy (1 épisode)
- 2014 : Joyeux Noël Grumpy Cat
- 2015 : Funny Show Presents (1 épisode)
- 2017 : Michael Jackson's Halloween